# Католички универзитет у Левену
Католички универзитет у Левену је високообразовна и научноистраживачка установа у Левену, Белгија. Званично име универзитета је Katholieke Universiteit Leuven (Католички универзитет Левен), иако се у званичној кореспонденцији користи скраћеница KU Leuven. Примарни језик универзитета је холандски, а бројни студијски програми доступни су на енглеском језику.

## Историја
Претеча Универзитета у Левену био је Studium generale Lovaniense, основан 1425. године, да би 1834. године била формирана установа под садашњим именом. Године 1968. почињу да расту тензије између француске и холандске заједнице, што 1970. доводи до коначне "подјеле" универзитета на двије сестринске институције - фламански Katholieke Universiteit Leuven, који задржава сједиште у граду Левену, и француски Université catholique de Louvain, који добија свој нови кампус у франкофоном дијелу Белгије.

## Организација
Универзитет је подијељен на три организационе цјелине (Биомедицинске науке, Друштвено-хуманистичке науке и Природно-техничке науке) са 15 факултета и више десетина одсјека, укључујући и самосталне институте, као што су Институт за филозофију и РЕГА Институт за медицинска истраживања.
На универзитету се налазе 24 библиотеке у оквиру 12 кампуса. Само теолошка библиотека садржи преко 1,3 милиона издања и садржи дјела почев од XV вијека.

## Рангирање
У 2020. години Католички универзитет у Левену налази се на 45. мјесту у свијету према Times Higher Education, односно 85. мјесту према Шангајској листи (ARWU). Према Томсон Ројтерсовом (Thomson Reuters) рангирању, овај универзитет је први на листи европских најиновативнијих универзитета и то четири године заредом.